# Pradhania
Pradhania – rodzaj niewielkiego dinozaura z grupy zauropodomorfów (Sauropodomorpha). Żył we wczesnej jurze na terenach współczesnego Półwyspu Indyjskiego. Jego skamieniałości zostały odkryte w datowanych na synemur osadach formacji Dharmaram w indyjskim stanie Andhra Pradesh. Materiał kopalny, na podstawie którego opisano Pradhania, należy do niemal dorosłego osobnika i obejmuje fragmenty czaszki, zęby, dwa kręgi szyjne i jeden krzyżowy oraz kilka kości lewej dłoni (ISI R265). W pobliżu odnaleziono również szczątki dwóch innych zauropodomorfów – Lamplughsaura oraz nienazwanej formy. Nazwa rodzajowa Pradhania honoruje Dhuyię Pradhana, kolekcjonera skamieniałości współpracującego z Indian Statistical Institute, zaś gatunkowa fragilis, oznaczająca po łacinie „kruchy”, odnosi się do kruchej natury zwierzęcia.
Pradhania była mniejsza i lżej zbudowana niż Lamplughsaura – długość dorosłego osobnika szacuje się na około 4 m. Kutty i współpracownicy wskazują na kilka cech anatomicznych Pradhania gracilis, takich jak wydłużone kręgi szyjne z niskimi wyrostkami kolczystymi oraz budowa kości szczękowej, zębów i kości dłoni, dowodzących jej odrębności od Lamplughsaura dharmarensis.  Według analizy filogenetycznej przeprowadzonej przez Kutty'ego i współpracowników Pradhania jest bazalnym zauropodomorfem nienależącym do kladu Sauropoda + Plateosauria, lecz bardziej zaawansowanym od saturnalii oraz tekodontozaura i siostrzanym dla Lamplughsaura. Z kolei analiza przeprowadzona w 2011 roku przez Novasa i współpracowników zasugerowała, że Pradhania należy do grupy Massospondylidae – synapomorfiami łączącymi ją z pozostałymi przedstawicielami grupy są: spojeniowe zakończenie kości zębowej mocno zakrzywione w stronę brzuszną oraz przednie kręgi szyjne z trzonem co najmniej czterokrotnie dłuższym od ich przedniej powierzchni stawowej.